# Cão de rua

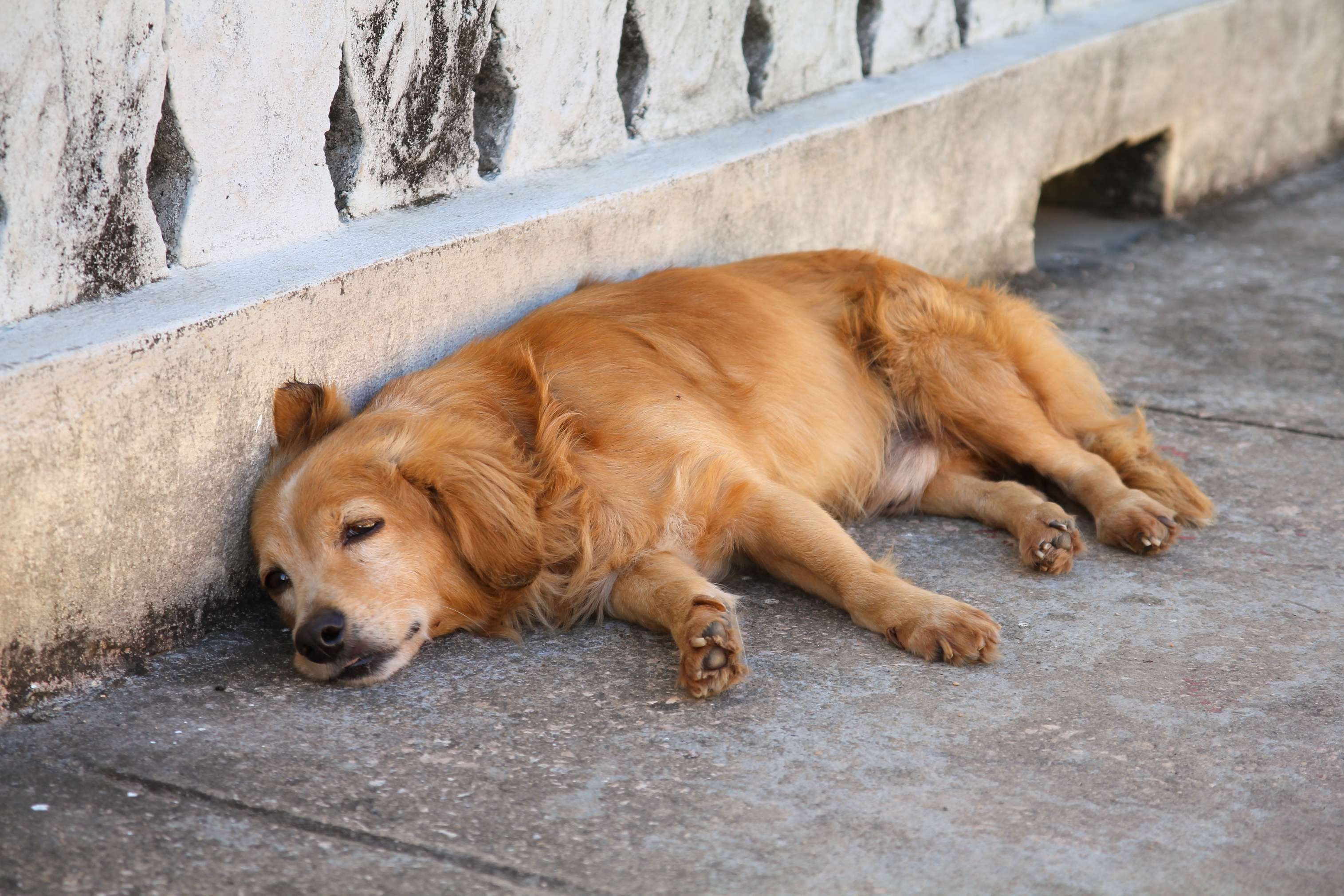
Um cão de rua parecido com golden retriever tomando banho de sol em Cuba.

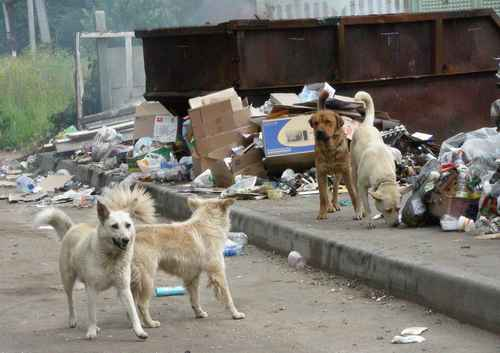
Cães de rua em Moscou.

Cachorro abandonado, cão vadio ou Cão de rua é a denominação para cães que vivem parte do dia fora de casa devido a liberdade dos proprietários, cães que foram abandonados ou perdidos ou aqueles que já nasceram nas ruas e em determinadas situações se juntam para formar colônias onde se adaptam à vida na rua e aprendem a produzir estratégias de sobrevivência para obtenção de alimentos (incluindo restos de alimentos que são encontrados em lixos, como fazem os gatos, ursos e guaxinins), e que em determinados casos, aprendem defesas contra os seres humanos, quer de ataque quer simplesmente se afastando deles evitando qualquer tipo de aproximação.

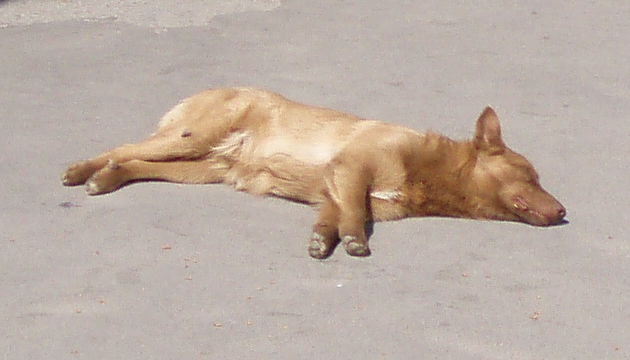
Cão de rua tomando sol

## Descrição

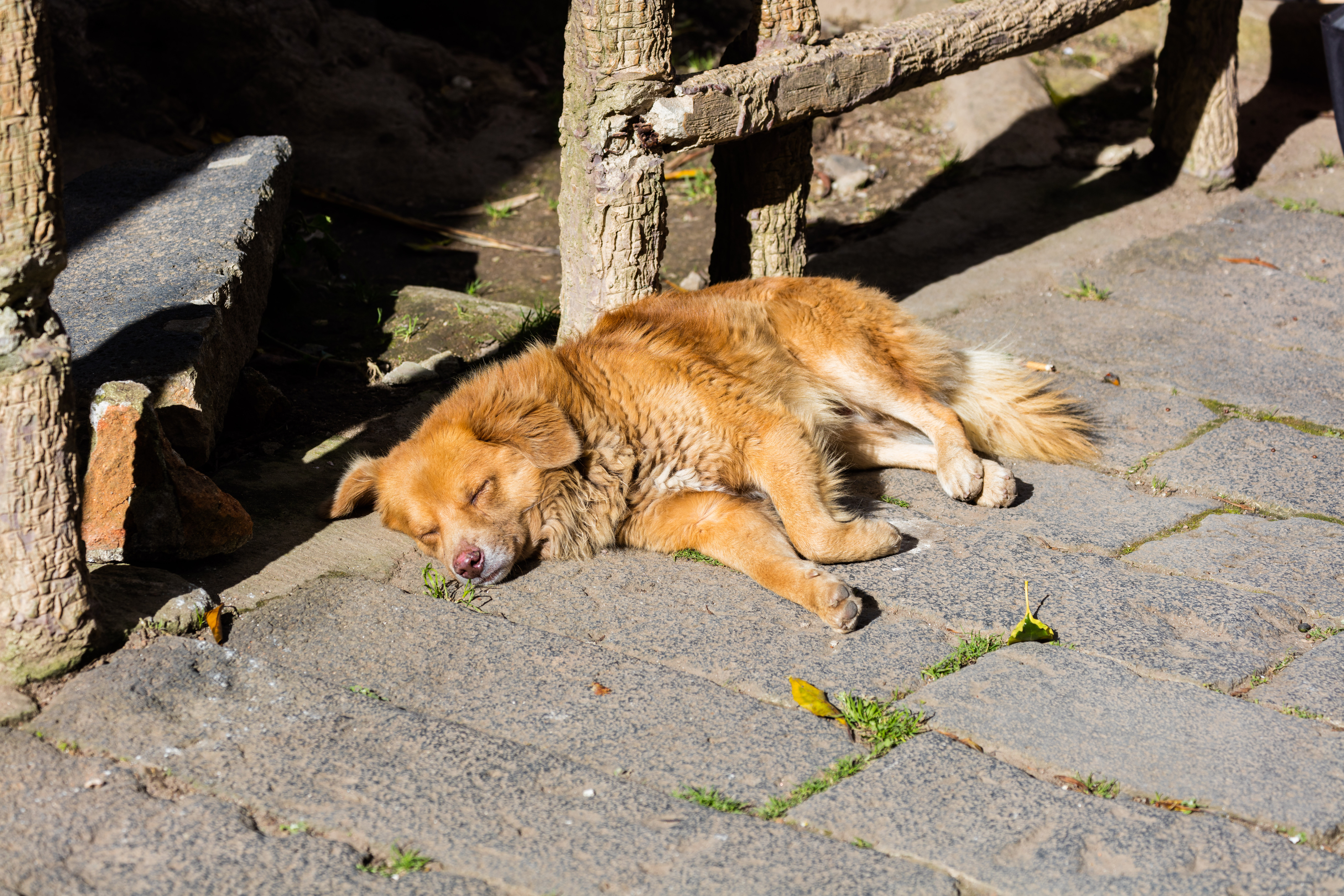
Cachorro de rua tomando banho de sol em Ipiales, Colômbia.

Cães de rua podem ser de raça pura ou sem raça definida, porém a maior parte são vira-latas. A superpopulação dos cães de rua podem causar problemas para as sociedades em que vivem por isso as campanhas para adoções e castrações são implementadas. Eles tendem a ser diferentes dos cães rurais que vivem livres em' seus conjuntos de habilidades, socialização, e os efeitos ecológicos.

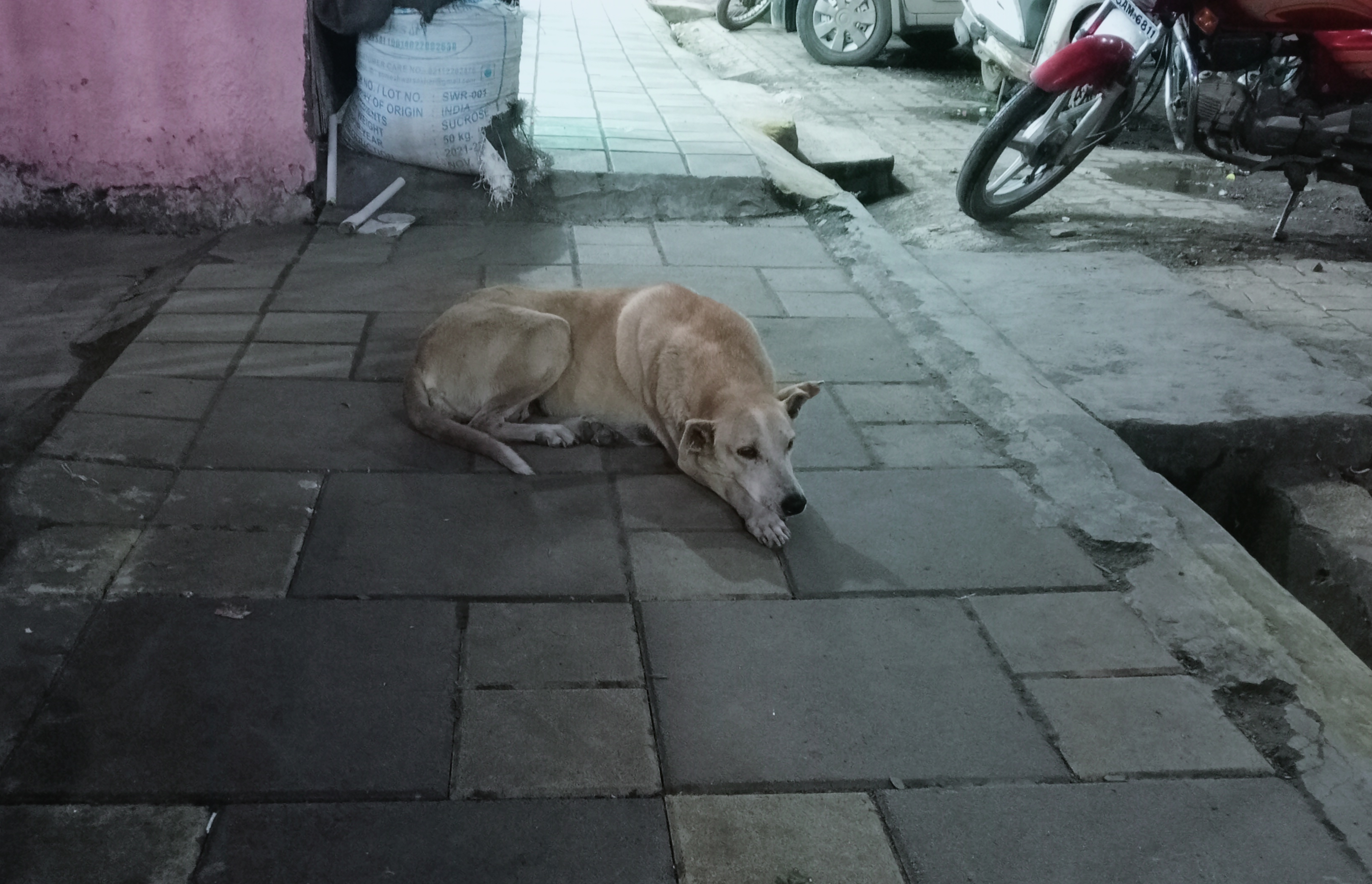
Um cachorro de rua na faixa de pedestres em Pune, Índia.

Sua fonte de alimento geralmente são lixos e sobras de alimentos dos restaurantes, além de haver pessoas que oferecem comida, um atitude contraditória, uma vez que sobras como ossos podem afetar o seu trato digestivo ou causar engasgos e afogamento, assim como os sacos onde se colocam a comida, onde podem vir a ser engolido causando a morte. Outros fatores sobre esse tipo de atitude é uma possível infecção intestinal.
Passam a maior parte do dia perambulando pelas rua em busca de alimento, e a noite se abrigam em locais onde possam manter o calor de seus corpos, muitas vezes suportam as mudanças climáticas como calor intenso e fortes correntes frias.
A grande maioria dos cães nessa situação são os indivíduos que são abandonados por pessoas que compram o animal, mas por algum motivo não pode sustentá-los ou enviá-los para o canil, muitos desses casos anteriores de abuso originou a Declaração Universal dos Direitos dos Animais.

## Problemas sociais

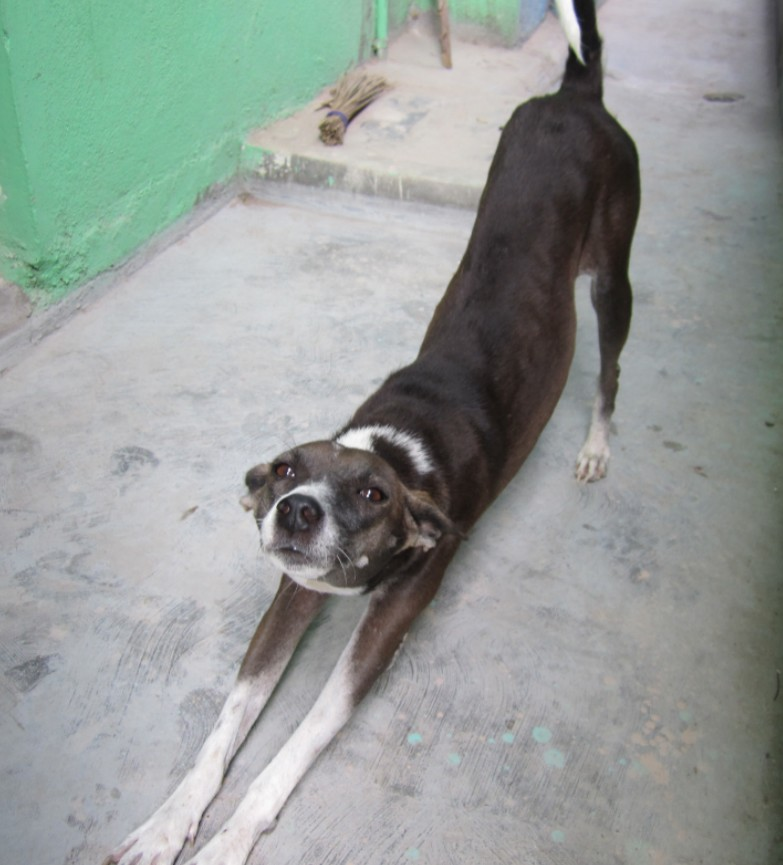
Um Cão vadio indiano.

Cães de rua causam problemas em diversas áreas, uma das medidas para seu controle é a carrocinha, denominação popular para as instituições de zoonose geralmente no âmbito municipal.

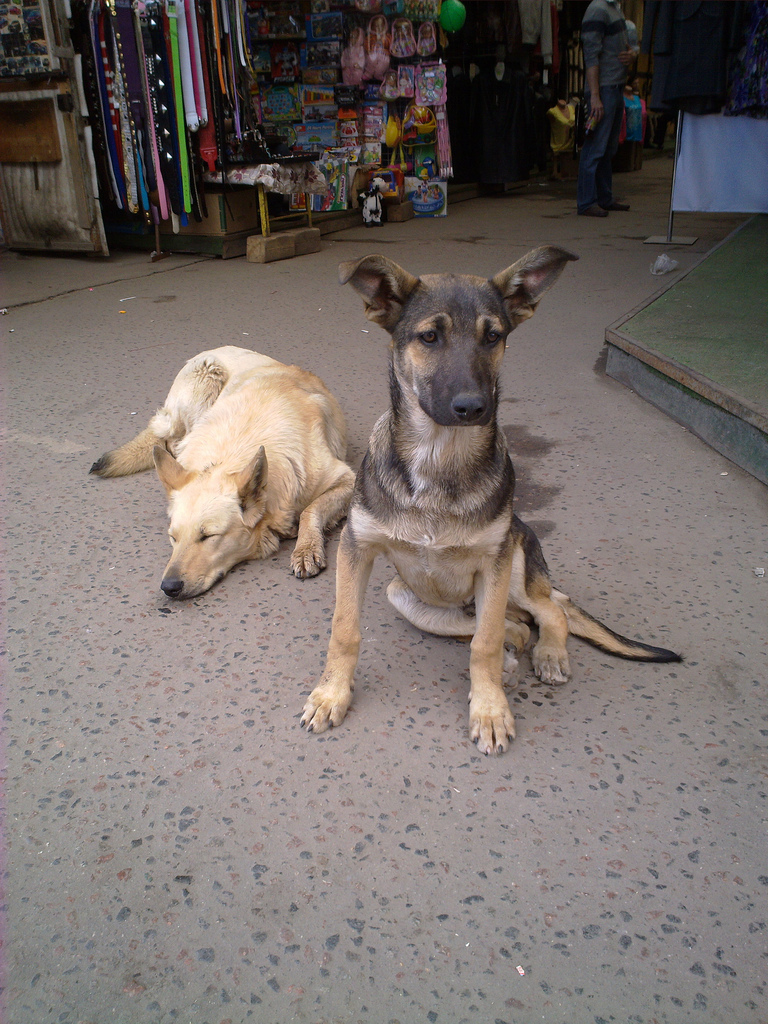
Dois cães vadios nos arredores de Moscou, Rússia.

Um dos principais problemas dos cães de rua são as doenças infecciosas que esses podem transmitir tanto para outros cães e animais como para humanos. Fora da Europa e América do Norte, eles desempenham um papel importante na transmissão da raiva.
Outro problema, mas menos notável é o risco que representam para o trânsito tanto em rodovias como áreas urbanas.
Em setembro de 2013 uma criança romena de quatro anos foi morta e consumida por cães rua em Bucareste

## Doenças

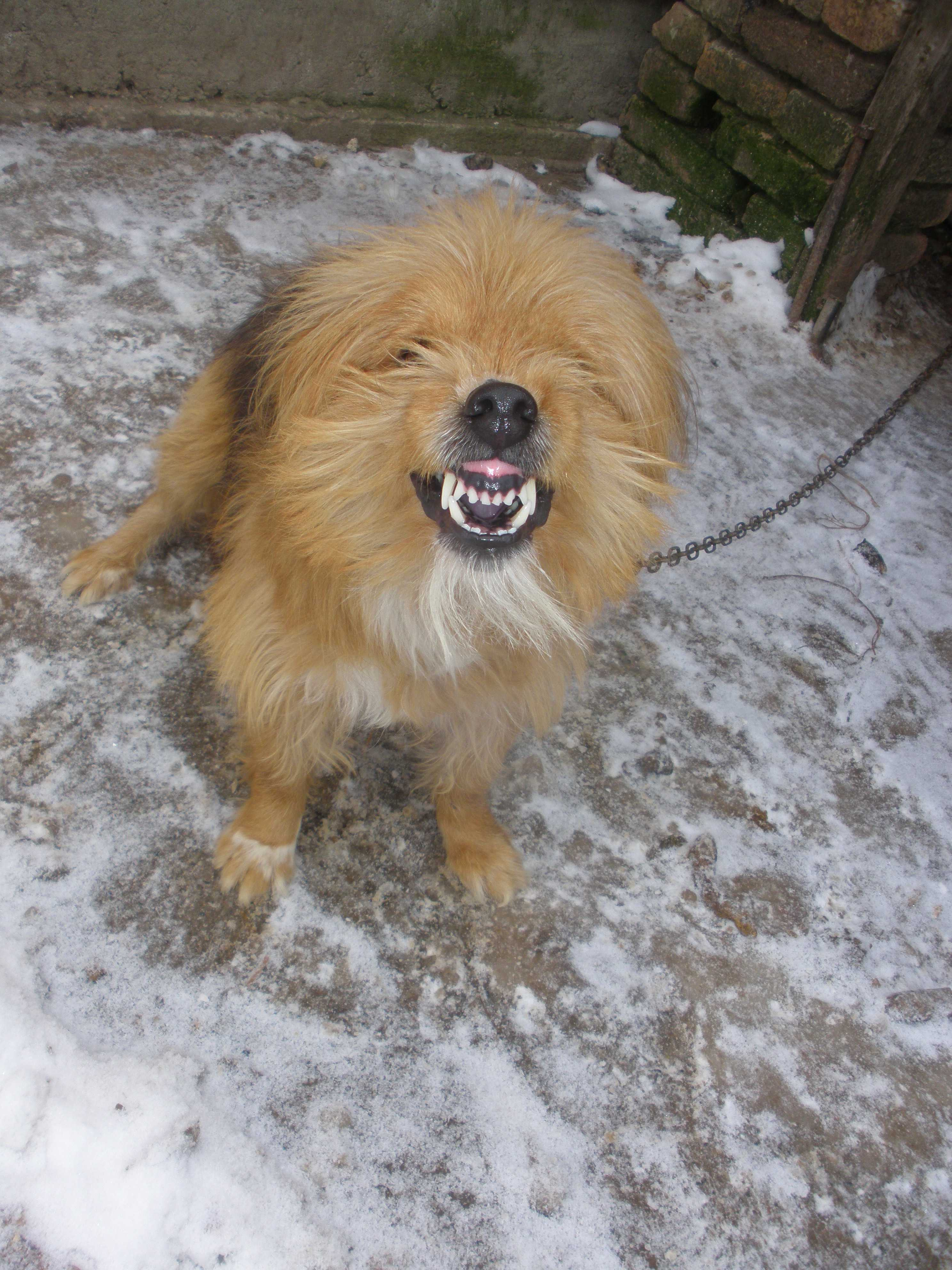
Um poodle mestiço com raiva

Como todos os canídeos, as doenças mais comuns transmitidas por cães incluem a brucelose, febre, carbúnculo, leptospirose, parvovirose, cinomose, sarna e obviamente a raiva (conhecido por muitos nomes, como a doença do cachorro louco), e como todo mamífero, os cães também não podem faltar pulgas e carrapatos.

### Híbridos

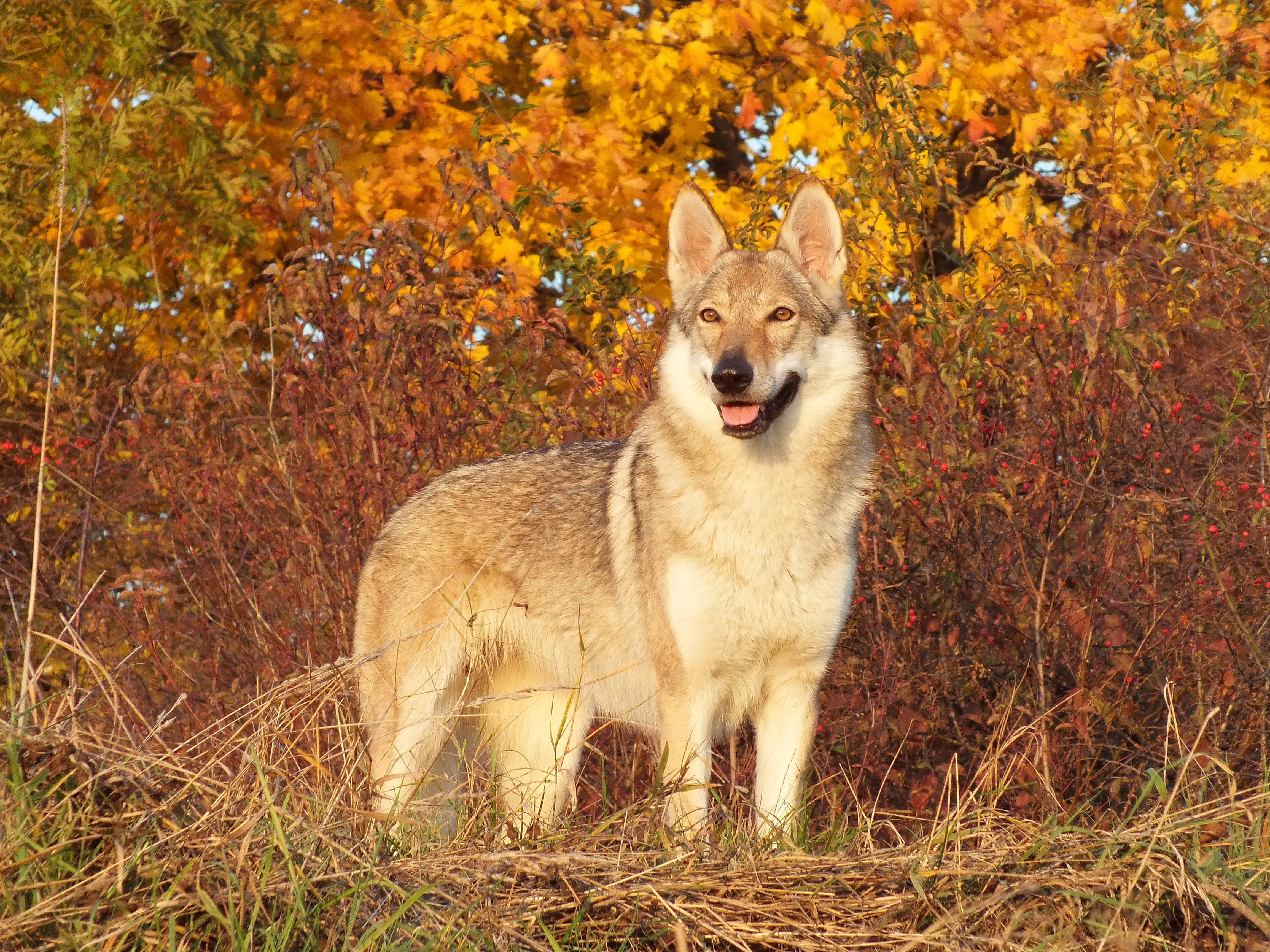
Cão lobo.

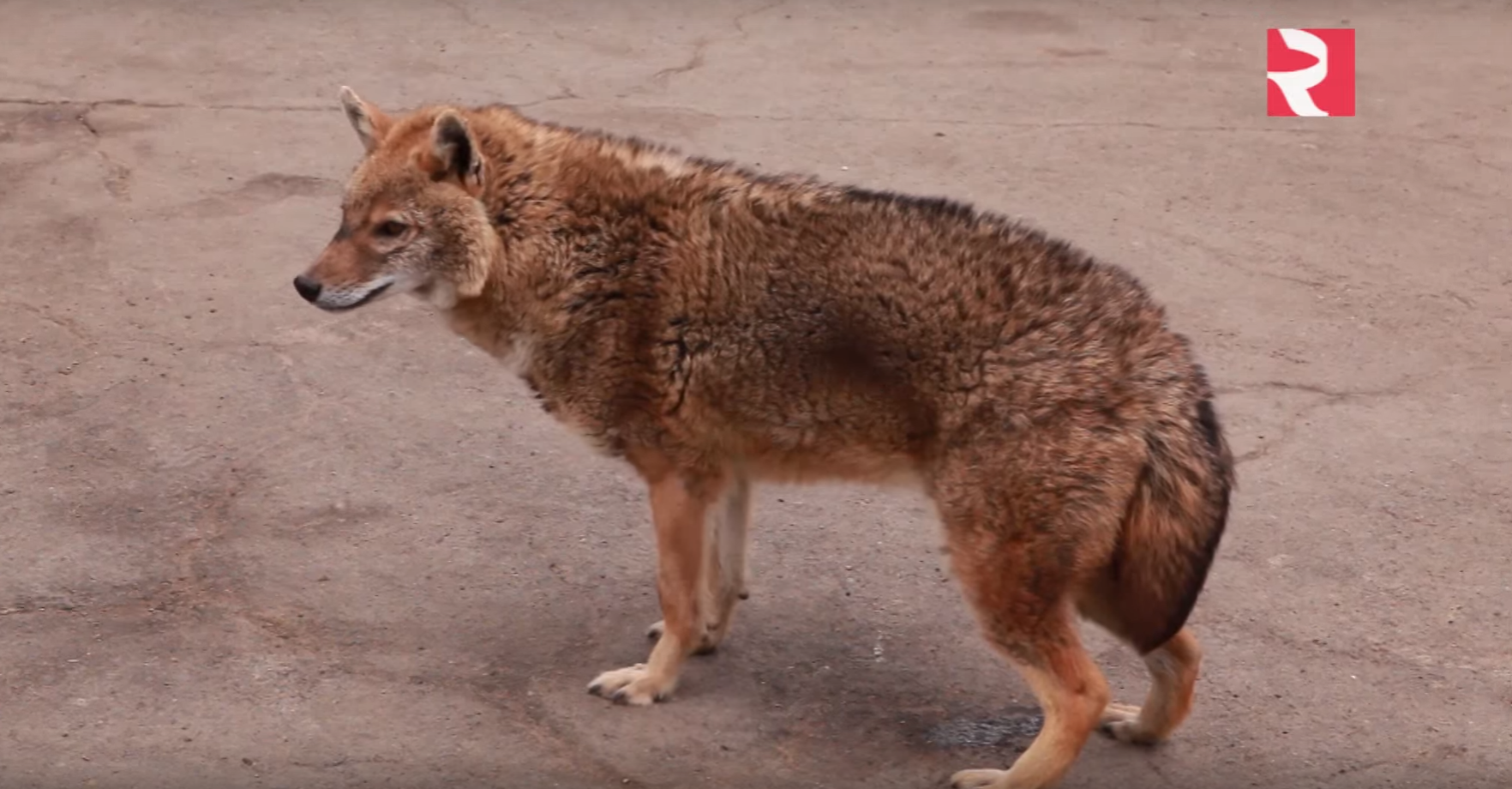
Chacal-cão, num centro de treinamento.

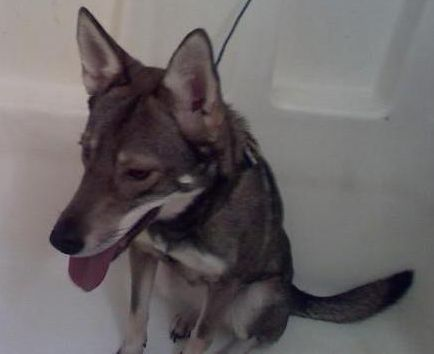
Coydogue, em cativeiro.

Assim como os cães ferais, os cães de rua também podem cruzar com chacais, coiotes e até com lobos-cinzas devido sua proximidade filogenética. Esses cruzamentos geram indivíduos híbridos férteis que ameaçam diversas subespécies de alguns dos animais citados acima. Além disso, os híbridos, devido a seus instintos, possuem potencial para serem tão destrutivos quanto os cães ferais não-híbridos, e isso é um problema para toda a Eurásia e Oceânia. Haja em vista o caso dos dodôs, acredita-se que os cães ferais tenham tido uma significativa participação na extinção dessa espécie.

## Alimentação

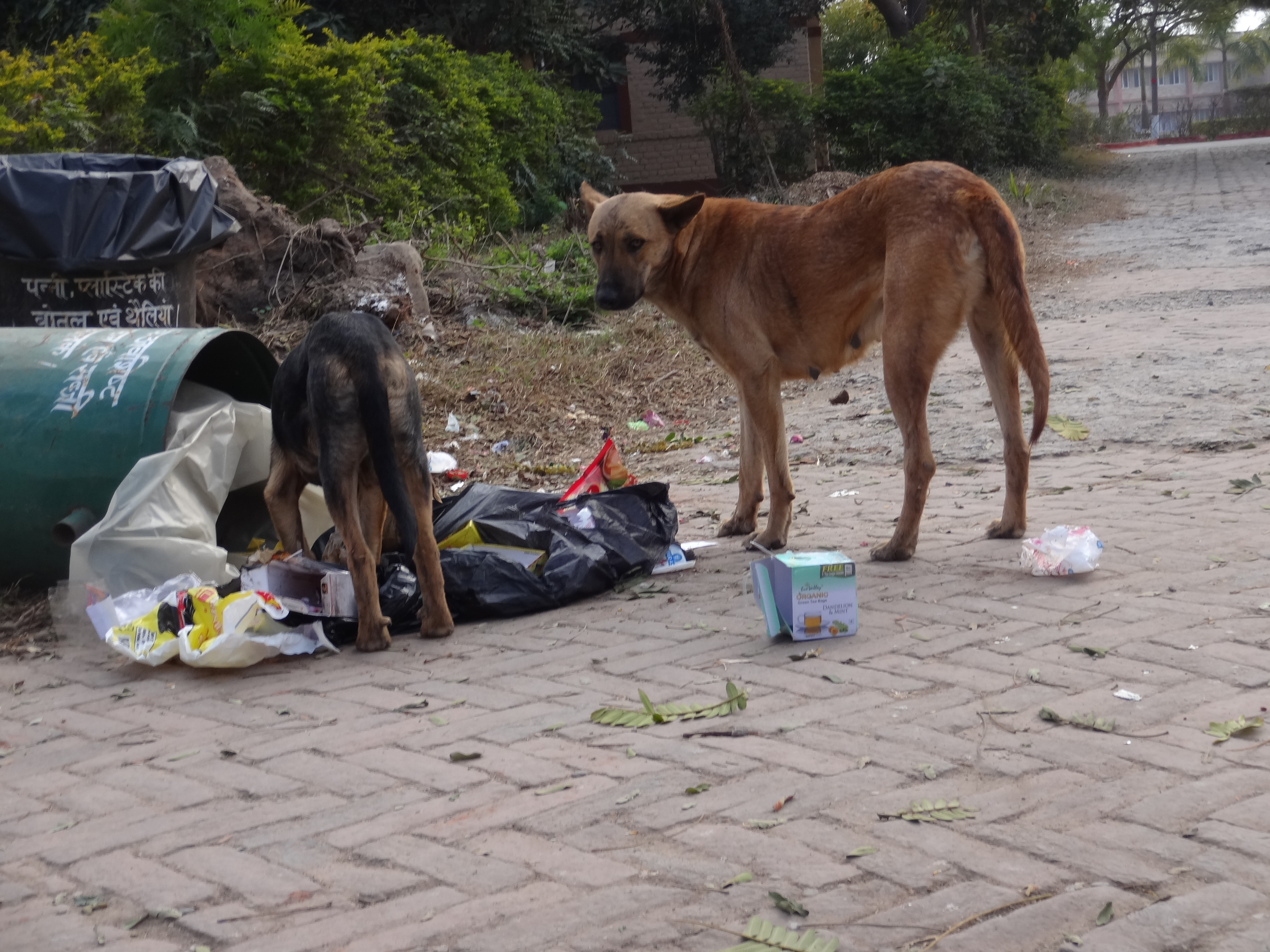
Uma cadela e seu filhote vasculhando uma lata de lixo em busca de alimento.

Esses canídeos, assim como os seus descendentes, os cães ferais, também se alimentam de frutas e outras plantas como parte de dieta onívora, além de restos de alimentos que são encontrados em lixos, como fazem os cães de rua, ursos, gatos e guaxinins, mas também podem caçar carneiros, gatos, doninhas, camelos, peixes, lhamas, bodes e roedores (tanto domésticos quanto selvagens).

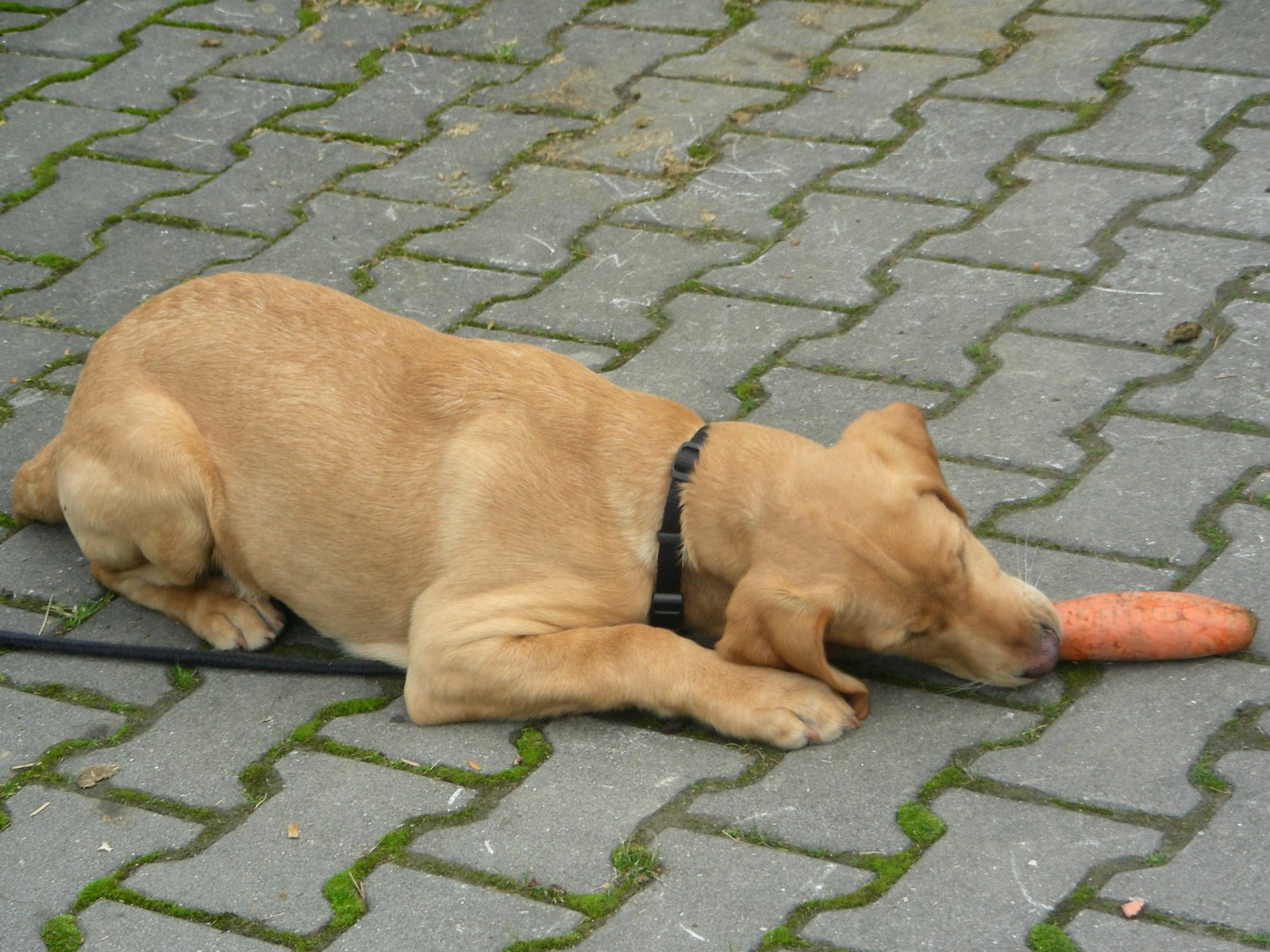
Um cãozinho comendo uma cenoura.

Em determinadas regiões do mundo, sua alimentação pode se estender a vacas, búfalos, porcos, cavalos, burros, antas, girafas, antilocabras, cervos, antilopes, aves, reptéis, anfíbios, invertebrados, peixes, tubarões, focas, carniça, musaranhos, ouriços, xenartras, pangolins, mangustos, afrothérios (incluindo elefantes, porcos formigueiros e damões do cabo), coelhos e primatas, como macacos e lêmures. 
Na Austrália, esses animais foram observados caçando cangurus, e outros marsupiais e monotremados com maior eficácia do que os dingos, competindo ou cruzando diretamente com essa espécie, resultando em Híbridos Férteis conhecido como Dingo cão. Enquanto na Rússia, já foram registrados ataques a seres humanos, animais domésticos e até caçadas em grandes grupos a cervos, da mesma forma que os lobos locais.

## Literatura
- AM. Beck (1973): The ecology of stray dogs: A study of free-ranging urban animals. West Lafayette, Indiana: Purdue University Press e-books. (em inglês)